# Чумаки (Синельниківський район)
Чумаки́ — село в Україні, в Синельниківському районі Дніпропетровської області. Входить до складу Миколаївської сільської громади. Населення становить 309 осіб. Колишній орган місцевого самоврядування - Дмитрівська сільська рада.

## Історія
12 червня 2020 року, відповідно до розпорядження Кабінету Міністрів України № 709-р від «Про визначення адміністративних центрів та затвердження територій територіальних громад Дніпропетровської області», увійшло до складу Миколаївської сільської громади.
19 липня 2020 року, в результаті адміністративно-територіальної реформи та ліквідації  Петропавлівського району, село увійшло до складу новоутвореного Синельниківського району.

## Географія
Село Чумаки знаходиться на лівому березі річки Чаплина, нижче за течією примикає село Кардаші. Річка в цьому місці пересихає, на ній зроблена велика загата. Через село проходить автомобільна дорога Т 0427.

## Населення

### Мова
Розподіл населення за рідною мовою за даними перепису 2001 року:
| Мова            | Кількість | Відсоток |
| --------------- | --------- | -------- |
| українська      | 298       | 96.44%   |
| російська       | 5         | 1.62%    |
| вірменська      | 5         | 1.62%    |
| інші/не вказали | 1         | 0.32%    |
| Усього          | 309       | 100%     |